# Molnár Szabolcs (irodalomtörténész)
Molnár Szabolcs (Mezőtelegd, 1943. április 12.–) erdélyi magyar irodalomtörténész, műfordító. Molnár Erzsébet férje, Molnár Zsófi apja.

## Életútja
Református lelkész családjában született, középiskolát Aradon végzett (1960), a kolozsvári egyetem magyar nyelv és irodalom szakán szerzett tanári oklevelet (1966). A kisiratosi általános iskolában tanított (1966-69), majd tanársegéd, 1973-tól adjunktus, 1990-től előadótanár a bukaresti egyetemen, ahol régi magyar irodalmat és művelődéstörténetet ad elő.
Az egyetemi oktatás céljaira Magyar irodalmi szöveggyűjteményt (I–III, 1973–76) állított össze a régi magyar irodalomból, ill. a felvilágosodás korának költészetéből. Irodalmi szöveggyűjteményt jelentetett meg a líceumok XI. osztálya számára is (1980). Antológiájának a mohácsi vészig terjedő I. része két kötetben a nagyközönség számára átdolgozott változatban Idők szép virága címmel jelent meg (Bukarest-Budapest, 1991, 1993).

## Munkássága
Első írását az aradi Vörös Lobogó közölte (1960). Gondozta Berde Mária Versek-Műfordítások (1970) és Tüzes kemence (Kolozsvár, 1985), Haller János Hármas história (Téka, 1978) című kötetét, a Száz fabula, Krónika és egyéb írások című Heltai Gáspár-gyűjteményt (1980), összeállította a Históriás énekek és széphistóriák (1981) című antológiát; ugyancsak gondozásában jelent meg Andrád Sámuel Elmés és mulatságos rövid anekdoták (Téka, 1988) című kötete. Magyarra fordította az Árnyékok uralma című Ion Vinea-kötetet (Mircea Vaida utószavával, 1976), Lucian Blaga Egy évszázad arcai című aforizma-, esszé- és tanulmánykötetét (Szilágyi Domokossal, 1978), valamint Tudor Vianu Korok, írók, művek című tanulmány-gyűjteményét (Halász Annával, Szilágyi Domokossal és Zirkuli Péterrel, 1983); az Arte poetice. Renaşterea (1986) című kötetben a román olvasóknak mutatta be Vitéz Jánost, Janus Pannoniust, Zsámboky Jánost és Rimay Jánost. "Körültekintő alaposságáért" a szakkritika elismeréssel fogadta fő művét, a Berde Mária című monográfiát (1986).
1990 tavaszán megszervezte az önálló Hungarológiai Tanszéket a bukaresti egyetemen, s ennek tanszékvezetőjeként az idegen nyelvek és irodalmak karának tanácstagja lett. A szlovéniai Mariborban rendezett Mátyás-konferencián adta elő tudományos gyűjteményben is megjelent tanulmányát (Maribor 1991), s Pécsett a magyar nyelv mint idegen nyelv tanításának megvitatásán Az oktatás tartalmát meghatározó politikai célok címen tartott előadást (1991).
Jegyzeteit, nyelvművelő írásait, ismertetéseit a Művelődés, Munkásélet, A Hét, NyIrK, a budapesti Helikon, Irodalomtörténeti Közlemények (Budapest) hasábjain tette közzé, 1990 óta a Romániai Magyar Szó, Valóság munkatársa. A Változó Valóság 1992/2. számában Célirányos badarságok című alatt leplezi le az állítólagos "székely nyelv" zavaros elméletét.

## Művei
- Antologia literaturii maghiare, 1-2. / Magyar irodalmi szöveggyűjtemény; szerk. Molnár Szabolcs; Universala, Bucureşti, 1973
  - Pînă la 1600
  - 1600-1772
- Berde Mária. Monográfia; Kriterion, Bukarest, 1986

## Társasági tagság
- A Bukaresti Petőfi Sándor Művelődési Egyesület alelnöke
- A Nemzetközi Filológiai Társaság tagja
- A Bukaresti Calvineum Koós Ferenc-kör tagja
- EME tag